# Enjolras Vampré
Enjolras Vampré (Laranjeiras, 4 de julho de 1885 — São Paulo, 17 de maio de 1938) foi um médico neurologista brasileiro. Foi um dos pioneiros da neurologia no Brasil. É considerado unanimemente como o pai da neurologia do estado de São Paulo, Brasil.

## Biografia
Enjolras Vampré fez os estudos preparatórios no Ginásio Ciências e Letras de São Paulo. Diplomou-se em 1908 pela Faculdade de Medicina da Baía. Durante o curso acadêmico foi interno da Cadeira de Clínica Psiquiátricas e Moléstias Nervosas. Em 1906 foi nomeado interno do Hospital de Isolamento da peste bubônica, tendo sido designado, em 1907, para chefe da comissão para saneamento da cidade de Alagoinhas.
Em 1908 defendeu tese de doutoramento - Considerações sobre as perturbações nervosas e mentais na peste bubônica - logrando aprovação distinta. Foi o melhor aluno de sua turma, figurando seu retrato no Panteon da Faculdade de Medicina da Baía e conquistando o prêmio de viagem à Europa. Nesta viagem e em outra, realizada em 1925 - comissionado agora pela Faculdade de Medicina de S. Paulo - frequentou em Paris, os cursos de Babinski, Dejèrine, Foix, Bertrand e, em Berlim, o serviço neuro-psiquiátrico da Charité. Ainda na Alemanha, estudou nos serviços de Daldorf, Wuhlgarten, Herxberg e Brech. Em 1911 foi nomeado médico-interno do Hospício de Alienados de Juqueri e, em 1912, nomeado diretor da secção de neuro-psiquiatria do Instituto Paulista.

## Enjolras Vampré e as Sociedades Médicas
Estudante ainda, foi presidente da Sociedade Beneficente Acadêmica. Logo depois de diplomado cooperou na fundação da Sociedade Médica da Baía. Em 1910 ingressou na Sociedade de Medicina de S. Paulo, onde percorreu todos os postos; primeiro secretário (1914); bibliotecário (1919); vice-presidente (1920); presidente (1921). Fundador da Associação Paulista de Medicina, foi seu presidente em 1935. Fundador da Secção de Neurologia e Psiquiatria desta Sociedade foi seu primeiro presidente, em 1930. Foi, também, membro da Sociedade de Neurologia e Psiquiatria do Rio de Janeiro, membro correspondente da Sociedade de Neurologia de Paris, membro honorário da Academia Nacional de Medicina (Rio de Janeiro), presidente-honorário da Associação Médica do Instituto Penido Burnier.
Suas atividades como professor se iniciaram em 1925 quando foi contratado para reger a Cadeira de Psiquiatria e Moléstias Nervosas na Faculdade de Medicina de S. Paulo. Em 1935, desdobrando-se a cadeira foi contratado para reger a de Neurologia. Já em 1932, a Congregação da Faculdade, por decisão unânime, enviara aos poderes competentes longo e documentado memorial propondo-o para regência definitiva, independentemente de concurso. A isso se recusou dando notável exemplo de amor à disciplina e grande elegância moral, insistiu para que fossem abertas as inscrições para concurso. Viu realizado seus desejos em fins de 1935, dando pública demonstração de suas capacidades científico-professorais no tocante à Neurologia. Esse concurso - realizado aos 50 anos de idade - veio coroar extraordinária atividade profissional, revelada não só pela vultosa clínica particular, como também pela capacidade didática e organizadora e, ainda, pela cópia de trabalhos publicados.
Como professor, nunca poz de parte o que considerava como dever, sacrificando suas obrigações pessoais em prol do ensino. Suas aulas, cheias de ensinamento e eminentemente práticas, nunca tiveram cunho livresco ou literário. Premiando-o, todas as turmas de alunso da Faculdade de Medicina de S. Paulo o homenagearam. Foi paraninfo dos médicos diplomados em 1928. Sua febril atividade foi causa eficiente de sua morte prematura, ocorrida durante uma aula que proferia. Faleceu em 17 de Maio de 1938, aos 53 anos de idade e em pleno apogeo de suas faculdades científicas enlutando e deixando um vazio irreparável na Neurologia Brasileira.

## Discípulos de Enjolras Vampré
Já nos fins de 1938, os discípulos firmavam-se novamente no rumo que o Mestre Enjolras Vampré lhes traçara e reuniram-se sob a direção de seus dois continuadores: Adherbal Tolosa e Paulino Longo. O primeiro assumiu, após concurso, a direção da cátedra vacante e do Serviço de Neurologia da Faculdade de Medicina da Universidade de São Paulo, o segundo conquistou, também mediante concurso, a cátedra de Neurologia da Escola Paulista de Medicina e, lá constituiu um Serviço nos moldes daqueles em que se formara.

## Obras
- Vampré E. Um caso de intoxicação por Cysticercus cellulosae Ann Paulistas Med Cir 1916;6:97-108.
- Vampré E, Tolosa A. Síndromes de Villaret (síndrome retroparotídeaposterior)e de Jaccod (síndrome petrosfenoidal). Bol Soc Med Cirurg São Paulo 1928;11:80-85.
- Vampré E, Tolosa A, Longo PW, Lange O, Mindlin H, Valle JR. Tumores múltiplos do eixo cerebrospinal. Bol Soc Med Cirurg São Paulo 1928;16:177.
- Vampré E, Tolosa A. Síndromes neuro-psico-anêmicas. São Paulo Med 1929;1:327-359.
- Vampré E, Toloosa A. Tumor do quarto ventrículo, ao nível do bulbo determinando dissociação da sensibilidade do tipo cortical: diagnóstico diferencial com os tumores parietais. Bol Soc Med Cirurg São Paulo 1930;14:67-71
- Vampré E, Tolosa A. Tratamento das síndromes pós-encefalítucas por injeções raquídias de Electrargol. Bol Soc Med Cirurg São Paulo 1932;16:74.
- Vampré E, Tolosa A. Sinal de balanço do pé (Siccard) sem lesões piramidais: estudo anátomo-clínico a propósito de um caso de poliomielite anterior crônica. Rev Ass Paul Med 1935;7:57-66.